# Vörösfejű lile
A vörösfejű lile (Charadrius ruficapillus) a madarak osztályának lilealakúak (Charadriiformes) rendjébe, ezen belül a lilefélék (Charadriidae) családjába tartozó faj.

## Rendszerezése
A fajt Coenraad Jacob Temminck holland arisztokrata és zoológus írta le 1821-ben. Egyes szervezetek az Ochthodromus nembe sorolják Ochthodromus ruficapillus néven.

## Előfordulása
Ausztrália, Tasmania, Indonézia, Kelet-Timor és Új-Zéland területén honos. Természetes élőhelyei a sziklás és homokos tengerpartok, szikes mocsarak. Állandó, nem vonuló faj.

## Megjelenése
Testhossza 16 centiméter, szárnyfesztávolsága 27–34 centiméter, testtömege pedig 27–54 gramm. Teste tömzsi, nyaka és csőre rövid, lába hosszú, szeme nagy. Hasi oldala és a homloka fehér színű; a háta szürkésbarna. A felnőtt hímnek élénk rőt gesztenyebarna fejtetője (fejtető közepe lehet szürkésbarna) és nyakszirtje van, valamint szürkésbarna dolmánya. Fekete, nem folyamatos sáv húzódik a fejtetőtől a mell oldalsó részéig, és egy fekete vonal a csőrtől a szemig. A lábak és a keskeny csőr fekete színűek. Repülés közben láthatóvá válik a fehér szárnycsík és a szintén fehér szélső faroktollak. A felnőtt tojók színezete egyhangúbb, halványabb vörös színűek, szürkésbarnával és csíkokkal vegyítve. A fiatal egyedek a kifejlett példányokhoz hasonlatosak, de a színeik fakóbbak. A vörösfejű lile hasonló a tibeti lile, a széki lile és a maori lile fiatal, még nem költő példányaihoz.
|  |  |

## Életmódja

### Fészkelőterülete
Tengerparti tölcsértorkolatok, sós lagúnák, homokfövenyek, iszapos lapályok madara.

### Költése
A fészek egy sekély talajmélyedés a parton vagy köves területen, majdnem mindig vízközelben. Néha növényi részekkel vagy némi szeméttel béleli ki. A fészek körüli teendőket a tojó és a hím megosztja egymás között. Ha a fészket veszély fenyegeti, a ragadozókat igyekeznek elcsalni, elterelő módszereket alkalmazva. Mondjuk sérülést tettetnek, például szárnyukat vonszolják.
A tojásrakás a júliustól májusig tartó időszakban zajlik. A fészekalj 2 halvány sárgásbarna tojásból áll, amelyek feketével pöttyözöttek. A tojások általában jól álcázottak. Az inkubáció időszaka 31 nap. Főleg a tojó kotlik a tojásokon. A fiókák általában 34 napot töltenek a fészekben.
|  |  |

### Táplálkozása
Főleg puhatestűekkel, kisebb héjas állatokkal, férgekkel táplálkozik. Gyakran keresi táplálékát iszapos lapályon, homokos parton, sós mocsárban.

### Vonulása
Fészkelő madár, nem vonuló. Nem jellemző az elvándorlása, legfeljebb a partvidék és a belső területek között mozog.

### Hangja
Gyakran ismétlődő 'tik' hangot bocsát ki.

## Természetvédelmi helyzete
Az elterjedési területe nagyon nagy, egyedszáma pedig ismeretlen. A Természetvédelmi Világszövetség Vörös listáján nem fenyegetett fajként szerepel.